# Marie-Claude Charmasson
Marie-Claude Charmasson (ur. 17 września 1941 roku w Grenoble) – francuska zawodniczka startująca w wyścigach samochodowych.

## Kariera
Charmasson rozpoczęła karierę w międzynarodowych wyścigach samochodowych w 1971 roku od startu w klasie GT +2.0 24-godzinnego wyścigu Le Mans, w którym uplasowała się na dziesiątej pozycji w swojej klasie, a w klasyfikacji generalnej była 26. Dwa lata później odniosła zwycięstwo w klasie GT +5.0. Poza tym startowała także w wyścigu Tour de France dla samochodów wyścigowych.